# Le Mégaphone rouge
Pour les articles homonymes, voir Mégaphone  (homonymie).
Le Mégaphone rouge (Das Rote Sprachrohr) était l'un des principaux groupes d'Agitprop allemande dans les années 1920 et au début des années 1930.
Beaucoup d'artistes connus en firent partie, notamment Maxim Vallentin qui en était le meneur depuis longtemps.
La chanson Die rote Fahne (Le Drapeau rouge) du groupe qui protestait contre l'interdiction des journaux et magazines communistes a été utilisée par d'autres troupes. On peut entendre Le Mégaphone rouge dans le film Ventres glacés en chœur avec le Solidaritätslied de Bertolt Brecht.